# レイナルド・ルエダ
レイナルド・ルエダ・リベラ（Reinaldo Rueda Rivera, 1957年4月16日 - ）は、コロンビア・サンティアゴ・デ・カリ出身のサッカー指導者。

## 経歴
サッカー選手としてアマチュアや大学のクラブでプレーした後、ドイツ体育大学ケルンでドイツ語と体育学位を修得。大学教授となり、コロンビア国立コーチ学校でいくつかのコースを担当。またヨーロッパでFIFAとUEFAの講習を受けた。日本代表の新監督候補にも挙がった事がある。
コロンビアではコートゥルア、デポルティーボ・カリ、インデペンディエンテ・メデジンを指揮した。

### コロンビア代表
コロンビア代表チームではユース年代からA代表まで監督を務めた。
2000年と2001年のトゥーロン国際大会にU-21代表を率いて出場し、それぞれ優勝、準優勝の好成績を収めた。
U-20代表では2003年のU-20南米選手権で4位に入賞、10年振りに出場権を得たFIFAワールドユース選手権では3位と躍進した。

### ホンジュラス代表
2007年1月、ホンジュラス代表監督に就任。北中米カリブ海予選を突破し2010 FIFAワールドカップ出場権を獲得、28年振りの本大会出場へと導いた手腕を評価されたが、本大会ではグループリーグ敗退に終わり、戦術に対する批判を受けた。2010年7月28日、ホンジュラス代表監督を辞任した。

### チリ代表
2018年1月9日、2018W杯出場を逃したチリ代表の監督に就任。